# Saint-Andéol-de-Vals
Saint-Andéol-de-Vals – miejscowość i gmina we Francji, w regionie Owernia-Rodan-Alpy, w departamencie Ardèche.
Według danych na rok 1990 gminę zamieszkiwały 413 osoby, a gęstość zaludnienia wynosiła 25 osób/km² (wśród 2880 gmin regionu Rodan-Alpy Saint-Andéol-de-Vals plasuje się na 1223. miejscu pod względem liczby ludności, natomiast pod względem powierzchni na miejscu 679.).